# Oklaunion
Oklaunion è una comunità non incorporata degli Stati Uniti d'America della contea di Wilbarger nello Stato del Texas.

## Geografia fisica
Oklaunion si trova sulle autostrade statunitensi 183, 283 e 70 e sulla linea della Burlington Northern Railroad, a nove miglia a est di Vernon e quattordici miglia a nord-ovest di Electra, nella parte nord-orientale della contea di Wilbarger.